# Microdon mus
Microdon mus är en tvåvingeart som beskrevs av Charles Howard Curran 1936. Microdon mus ingår i släktet myrblomflugor, och familjen blomflugor. Inga underarter finns listade i Catalogue of Life.